# São Lourenço do Piauí
São Lourenço do Piauí is een gemeente in de Braziliaanse deelstaat Piauí. De gemeente telt 5.115 inwoners (schatting 2009).
De gemeente grenst aan São Raimundo Nonato, Dirceu Arcoverde, Coronel José Dias en Fartura do Piauí.